# علي الأمين زين
علي مهامان لمين زين (مواليد 1965) هو سياسي وخبير اقتصادي نيجري يشغل منصب رئيس وزراء النيجر منذ عام 2023. تم تعيينه رئيسًا للوزراء من قبل المجلس العسكري في النيجر في 8 أغسطس 2023، وعُين وزيرًا للمالية في 10 أغسطس 2023. شغل سابقًا منصب وزير الاقتصاد والمالية من عام 2003 إلى عام 2010.